# Утёс Климова

Утёс Климова ( англ. Klimov Bluff) — скала в Западной Антарктиде (Земля Мэри Бэрд, Берег Уолгрина, юго-восточное окончание Высот Дженкинса, в полутора морских милях (3 км) от Горы Брей). Незамерзающая, обращена лицом на Восток.
Объект нанесён на карты Геологической службой США в результате проведённых в 1959—1966 годах исследований и аэрофотосъёмки ВМС США. Консультативный комитет по антарктическим названиям (англ. US-ACAN, подразделение Совета США по географическим названиям) предложил назвать скалу (утёс) в честь советского антарктического геолога Л. В. Климова, который в 1966 году «по обмену опытом» зимовал на американской антарктической станции Мак-Мёрдо, а в 1966—67 годах помогал группе исследователей Земли Мэри Бэрд, действовавшей по инициативе Антарктической программы США.